# Kanał Stradzewski
Kanał Stradzewski – ciek wodny, lewy dopływ Bzury w jej górnym biegu (długość 14,08 km), położony w województwie łódzkim w powiecie kutnowskim w gminie Beldno; wchodzi w skład dorzecza Wisły. Na mocy Rozporządzenia ministra rolnictwa z dnia 27 marca 1975 r. kanał został zaliczony do podstawowych urządzeń melioracji wodnych.